# Zlabia de Boufarik
La zlabia de Boufarik est une variante algérienne de la zlabia, originaire de la ville de Boufarik. Elle est l'une des variantes les plus consommées en Algérie.

## Histoire

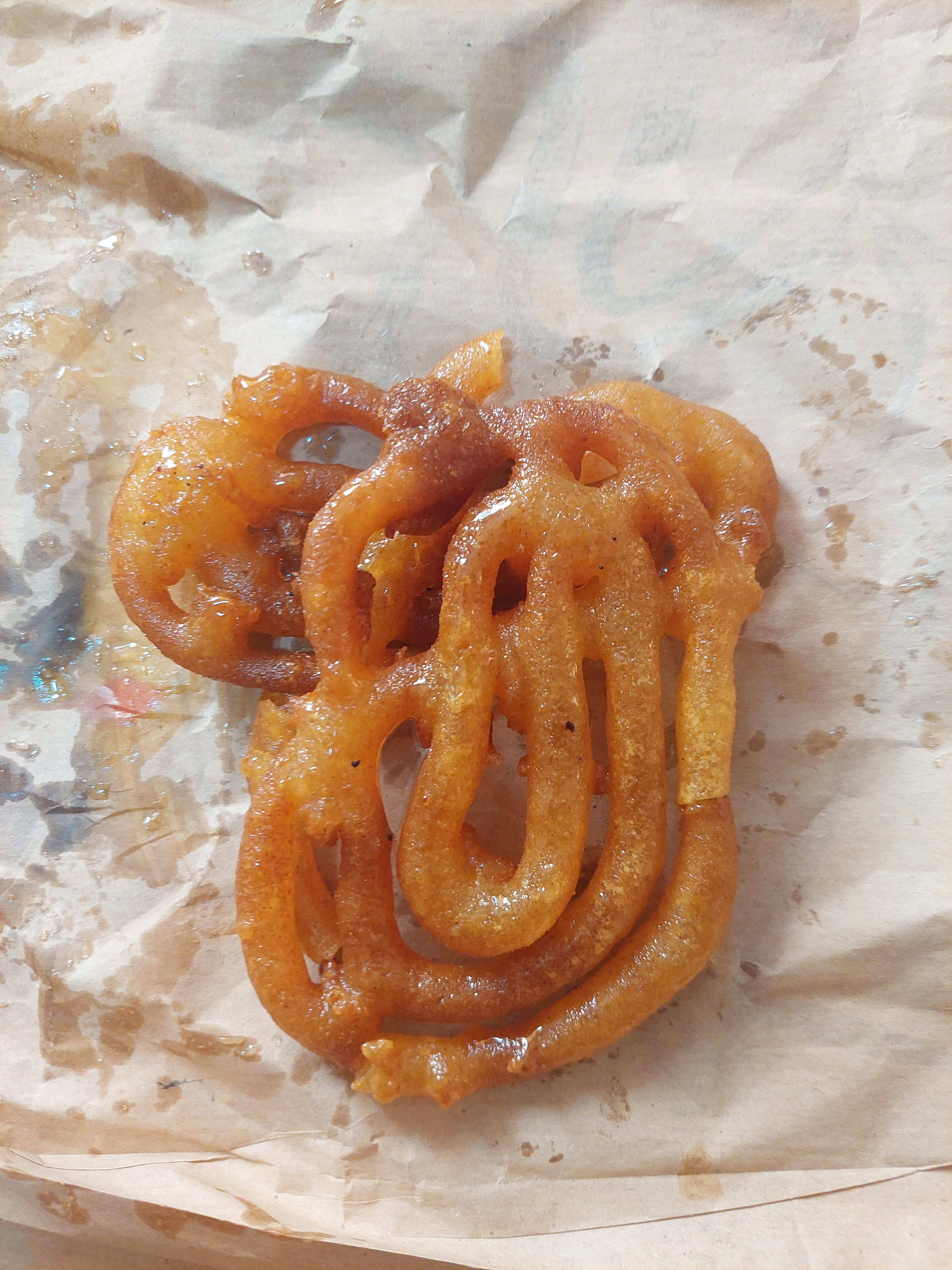
Zlabia algérienne à base de semoule, de forme elliptique.

La ville de Boufarik est célèbre pour sa zlabia, bien que son origine précise reste inconnue. Certains pensent qu'elle a été introduite par les Ottomans, tandis que d'autres l'attribuent aux Andalous ayant fui l’Espagne après 1492.
La majorité des habitants de la ville savent préparer la zlabia, mais il semblerait que seules quelques familles possèdent la véritable recette ainsi que le savoir-faire ancestral, transmis de génération en génération au sein du cercle familial. Ces familles en assurent la production et la vente exclusivement pendant le mois de Ramadan.

## Présentation

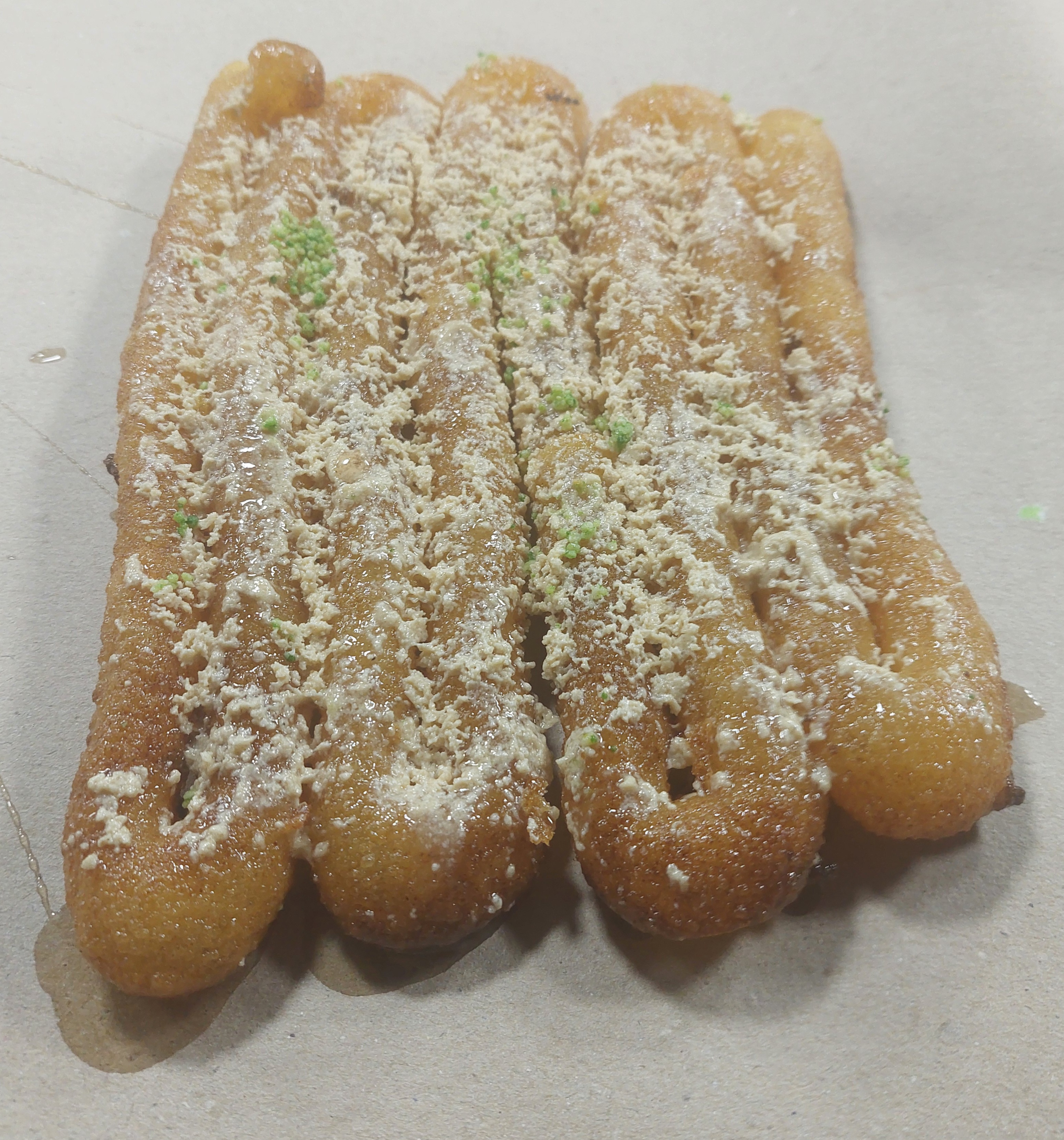
Zlabia de Boufarik garnie à la Chamia.

Originaire de la ville de Boufarik, elle est l'une des variantes les plus consommées en Algérie avec la zlabia tunisienne. Ce qui distingue la zlabia de Boufarik de la version tunisienne, c’est l’usage de la semoule et l’absence de colorant. Elle se caractérise par une croûte un peu plus épaisse et une forme rectangulaire reconnaissable entre toutes. Pour réussir cette gourmandise, un temps de repos de la pâte est indispensable. Frie et sous forme de bâtonnets, elle est à base de miel.
À l'échelle de la ville de Boufarik les artisans les plus réputés sont issus de la famille Aksil qui l'exportent vers la France, le Royaume-Uni et la Belgique. Elle est surtout consommée pendant le ramadan,.